# Prison School
Prison School (яп. プリズンスクール, Пурізун суку:ру) — японська манґа, написана та проілюстрована Хірамото Акірою. З лютого 2011 року по грудень 2017 року вона публікувалася в журналі Weekly Young Magazine видавництва Kodansha. Yen Press отримала ліцензію на випуск манґи англійською мовою в Північній Америці. Події розгортаються у відомій і дуже суворій школі, раніше призначеній тільки для дівчат. Але заклад змінює свою політику і приймає п'ятьох хлопців, які через свою поведінку дуже швидко опиняються у в'язниці, розташованій на території навчального закладу. Їм доведеться зіткнутися та подолати різні складнощі, щоб вибратися з цієї критичної ситуації та вирватися з лап Підпільної студентської ради.
12-серійна адаптація аніме-адаптація, знята Мідзусімою Цутому, виходила в ефір з липня по вересень 2015 року. Також була знята дорама, що виходила у прямому ефірі з жовтня по грудень того ж року.
Станом на березень 2018 року тираж манґи перевищив 13 мільйонів копій. У 2013 році Prison School виграла 37-му премію манґи Коданся у загальній категорії.

## Сюжет
Академія Хатіміцу, одна з найсуворіших академій для дівчат у Токіо, вирішила прийняти до своєї системи хлопчиків. Фудзіно Кійосі — один із цих нових хлопців, але він, на свій шок, виявляє, що він і його четверо друзів — Морокодзу «Ґакуто» Такехіто, Вакамото Сінґо, Недзу «Дзьо» Дзьодзі та Андо «Андре» Рейдзі — єдині учні чоловічої статі серед понад 1000 дівчат. Драконівські закони, які все ще діють, роблять школу ще гіршою, яка карає навіть за найдрібніші порушення перебуванням у шкільній в'язниці. Згодом, за спробу підглянути за голими дівчатами в душових, усіх п’ятьох хлопців заарештовує Підпільна студентська рада (організація, яка стежить за виконанням правил школи), яка ставить ультиматум: або просидіти місяць у шкільній тюрмі, або бути виключеними. Хлопці обирають перше. Куріхара Марі, президент студради, через свою ненависть до чоловіків вирішує за будь-що вигнати героїв зі школи і тому доручає своїм підручним, Сіракі Мейко та Мідорікаві Хані, жорстоко знущатися над хлопцями та намагатися підлаштувати ситуації, в яких герої опинялися б за територією в'язниці, і таким чином зарахувати їм втечу. За правилами академії, учні виключаються після трьох спроб втечі з в'язниці, тому хлопцям доведеться витримувати усі знущання студради і, за можливістю, не піддаватись на провокації. Але на практиці це не завжди вдається, бо деякі хлопці є мазохістами, які насолоджуються покараннями, які їм надають їхні жорстокі, але красиві наглядачки...

## Персонажі

### Головні герої
Фудзіно Кійосі (яп. 藤野 清志, Фудзіно Кійосі)
Сейю: Камія Хіросі
Кійосі ходив до тієї ж середньої школи, що й Сінґо. Архетипний японський школяр, що має спокійний характер. Він найраціональніший у групі, але водночас сам не здатний на насильство і навіть просто постояти за себе, проте іноді може відрізнятися сміливістю, самовпевненістю та самовідданістю. Він перший хлопець в Академії Хатіміцу, який вступив у контакт з дівчиною, коли подружився з Тійо, до якої живить ніжні почуття, і заради якої влаштував втечу, щоб піти на побачення. Хоча він не дуже кмітливий, Кійосі часто придумує найуспішніші плани, коли опиняється на межі можливостей. Через кілька ганебних випадків він стає постійною мішенню Хани (до якої теж має деякі почуття) під час ув'язнення. Єдиний із п’ятьох хлопців, хто потрапляв у в’язницю двічі. Коли Офіційна студентська рада бере на себе контроль над школою, Кійосі стає союзником Марі, яку також ув'язнили.
Морокодзу Такехіто (яп. 諸葛 岳人, Морокодзу Такехіто)
Сейю: Конісі Кацуюкі
Має прізвисько «Ґакуто». Ґакуто навчався в тієї ж середній школі, що й Дзьо. Носить окуляри. Ексцентричний та запальний хлопець. Він є великим фанатом історії Троєцарства, і навіть допоміг Кійосі у таємній втечі, щоб той на виставці здобув йому фігурку полководця Ґуань Юя. Використовує старомодне мовлення, часто звертаючись до себе в третій особі, як «ваш покірний». Через свою схильність привертати до себе зайву увагу, Ґакуто постійно стає об'єктом жорстокого поводження з боку членів студради, особливо Мейко. Незважаючи на збочену поведінку, Ґакуто виявляється чудовим стратегом, який використовує тактику, взяту з уславлених генералів Трьох Царств або інших стародавніх битв — навик, який виявився дуже корисним у більшості планів хлопців. Його кохання — Міцуко, через спільну любов до Троєцарства. Завдяки своєму стратегічному інтелекту та готовності пожертвувати всім заради друзів Ґакуто швидко став одним з найпопулярніших персонажів серіалу.
Вакамото Сінґо (яп. 若本 真吾, Вакамото Сінґо)
Блондин, зовні схожий на злочинця. Сильний песиміст. Коли Кійосі та Ґакуто провертали план з втечі, Сінґо став їх підозрювати, але дійшов хибного висновку, що хлопці — блакитні. Коли Кійосі зловили на втечі і всім хлопцям як штраф наклали ще місяць ув'язнення, Сінґо став цілеспрямовано гнобити Кійосі і тиснув на інших, щоб ті не спілкувалися з головним героєм. Сам же таємно в обмін на смачну їжу та тимчасове звільнення став доповідати Підпільній студраді таємниці своїх співкамерників, а під час тимчасово звільнення навіть почав зустрічатися з Андзу, а згодом закохався у неї. Коли Андзу зізналася, що є шпигуном студради, Сінґо вирішив більше не зраджувати своїх співкамерників.
Сейю: Судзумура Кеніті
Недзу Дзьодзі (яп. 根津 譲二, Недзу Дзьо:дзі)
Сейю: Намікава Дайсуке
Має прізвисько «Дзьо». Постійно носить капюшон, що наполовину приховує його обличчя. Фізично слабкий і кашляє кров'ю, оскільки страждає на стоматит у роті. Небагатослівний, типовий інтроверт, любить мурах, тримає при собі невелику мурашину ферму і періодично вигулює своїх вихованців. Одного разу, коли Марі за допомогою свого ворона інсценувала ситуацію, ніби птах з'їв його мурах (це була навмисна провокація), Дзьо настільки розлютився, що без вагань спробував убити Марі, але його зупинив Кійосі. Деякий час після визволення мріяв повернутися до в'язниці. Його любовний інтерес — Сато.
Андо Рейдзі (яп. 安堂 麗治, Андо: Рейдзі)
Сейю: Окіцу Кадзуюкі
На прізвисько «Андре». Найбільший і найтовстіший з усіх хлопців, зовні схожий на фігурку Будди. Він дуже піклується про своїх друзів, а також є мазохістом, який дуже любить катування від членів студради, хоча йому зазвичай найрідше дістаються побої. Незважаючи на свій нешкідливий вигляд, фізично дуже сильний, майже так само, як і Мейко. Андре має розвинене логічне мислення, яке називає «мазохістодедукція». Він зациклений на Мейко і постійно жадає від неї покарання. Пізніше Андре також відчуває сильні почуття до Ріси (а в кінці манґи закохується в неї), чим легко користується Кейт в своїх цілях.

### Підпільна студентська рада
Куріхара Марі (яп. 栗原 万里, Куріхара Марі)
Сейю: Охара Саяка
Марі є президентом Підпільної студентської ради. Вона є донькою голови Академії Хатіміцу та сестрою Тійо. Холодна, розважлива та маніпулятивна фігура, яка прагне підтримувати шкільні традиції та правила. Дресирувальник воронів, за допомогою них може стежити за всіма на території академії. Ненавидить усіх чоловіків, у тому числі зневажає свого батька, якого постійно ловить на розгляді фотографій із жіночими сідницями. З самого початку вона відразу зневажає хлопців і рішення голови зробити академію загальною. Це головна причина всіх жорстоких поводження з головними героями. Марі навіть вирішує навмисно провокувати їх і підлаштовувати ситуації так, ніби вони втекли з в'язниці, щоби відрахувати зі школи. Зрештою, коли з'ясувалося, що вона навмисно підлаштовувала втечи, була сама ув'язнена разом з іншими членами студради. У середній школі Марі допомогла Мейко постояти за себе, коли над нею знущалася Кейт, і відтоді вони залишилися близькими друзями. Вона, як і решта родини Куріхара, використовує дивну філософію, щоб судити про характер людей. Її філософія така: «Той, хто любить ворон, не може бути поганим».
Сіракі Мейко (яп. 白木 芽衣子, Сіракі Мейко)
Сейю: Іто Сідзука
Мейко — високий віце-президент Підпільної студентської ради, якій доручено наглядати за хлопцями поки ті перебувають у в'язниці. Носить окуляри, має пишні форми, які завжди видно з-під одягу. Жінка-садист, «королева»; з боку здається спокійною, але мислить вкрай холодно і раціонально, ніколи не співчуваючи і не шкодуючи героїв, у будь-який момент може жорстоко обігріти хлистом хлопців, що провинилися (навіть за найменші порушення) або ж, якщо ті не слухаються її наказів, а Ґакуто є улюбленою мішенню. Навіть може піти на тортури, сідаючи жертві на обличчя. Так як Мейко надто довго проводила час із ув'язненими, вони почали передбачати її поведінку і дії та використовували це не раз на свою вигоду. У середній школі з неї знущалися через великі груди. Мейко — найсильніший учень у академії, добре володіє дзюдо. Незважаючи на те, що вона є могутньою та лякаючою фігурою, Мейко дуже поважає і в той же час боїться Марі, що проявляється у надмірному потовиділенні всього тіла. Мейко також є головним джерелом етті-сцен та фансервісу в манзі та аніме, любить позайматися гімнастикою і страждає від великого виділення поту.
Мідорікава Хана (яп. 緑川 花, Мідорікава Хана)
Сейю: Ханадзава Кана
Секретар Підпільної студентської ради та експерт із чайних рецептів. З боку виглядає невинною та інфантильною, але варто її хоч трохи роздратувати, моментально впадає в агресію і жорстоко б'є ув'язнених. Причому, незважаючи на витончену статуру, Хана спортивна і зайняла четверте місце на чемпіонаті по карате серед старших шкіл. Щоб винести цілий загін стурбованих старшокласників, достатньо однієї лише Хани, навіть такому здоров'якові як Андре вистачило одного удару від Мідорикави, щоб стрімголов звалитися на землю, скаржачись, що від її покарань ніякого задоволення. Якось Кійосі випадково побачив, як Хана пописала, і з того часу вона переслідувала героя, щоб побачити його пеніс і змусити при ній помочитися. Заради цього вона навіть змусила Кійосі випити чай з підвищеним вмістом кульбаб, але той випадково написав на дівчину, після чого та на знак помсти сама спробувала написати на Кійосі в кімнаті медпункту. Однак коли туди зайшла Тійо Куріхара, Хані з Кійосі довелося сховатися під ліжком, де хлопець ненавмисно потерся своїм "грибочком" (пенісом) об Хану. З того часу дівчина по-справжньому зненавиділа Кійосі. Несподівано Хана вирішила покарати дуже романтично і вкрасти у хлопця перший поцілунок, але той у відповідь поцілував Хану взасос. Коли Мідорікава дізналася, що Кійосі зробив це лише задля здійснення плану з крадіжки файлів-компроматів на Підпільну студраду з комп'ютера, хотіла його вбити по-справжньому, однак бідолаха відбувся переломом кисті руки. Після звільнення з в'язниці Хана виконувала роль шпигуна Марі в рядах Офіційної студентської ради.

### Офіційна студентська рада
Такеномія Кейт (яп. 竹ノ宮 ケイト, Такеномія Кейто)
Сейю: Косімідзу Амі
Кейт — президент Офіційної студентської ради та суперниця Марі зі середньої школи. Саме вона ув'язнює Підпільну студраду, коли їх визнають винними в саботажі вироку хлопцям. Потім вона продовжує мучити ПСР, і коли вони опинились у в'язниці. Досвідчена в айкідо та майстерна в маніпуляціях, Кейт вдається налаштувати всю школу проти своїх ворогів, і швидко стати безжальним і наполегливим супротивником Марі та хлопців, коли вони вирішують допомогти ПСР. В аніме вона з'являється в епілозі останнього епізоду, розповідаючи директору про тюремний вирок Підпільній студентській раді.
Бетто Ріса (яп. 別当 リサ, Бетто: Ріса)
Ріса є віце-президентом Офіційної студентської ради. Похмура і жорстка на вигляд. Вона сильно любить Андре і використовує садистські методи, щоб догодити йому. Через це вона відчуває сильну неприязнь до своєї суперниці Мейко. Ріса також майстерно володіє кендо, здатна на рівних битися як з Мейко, так і з Ханою, також вона є досвідченою мотоциклісткою, незважаючи на свій молодий вік. Завжди носить із собою бамбуковий меч — сінай. В аніме з'являється в епілозі останнього епізоду, погрожуючи Мейко, у разі нападу на Кейт за приниження Марі.
Йокояма Міцуко (яп. 横山 みつ子, Йокояма Міцуко)
Сейю: Такахасі Мікако
Міцуко є секретарем Офіційної студентської ради і двоюрідною сестрою Андзу. Вона відчуває романтичні почуття до Ґакуто і дуже незграбна і через це постійно потрапляє у пікантні ситуації. Через незграбність Кійосі називає Міцуко «машиною Руба Голдберга». Її хобі — малювати яой-манґу. В аніме Міцуко з'являється в епілозі останнього епізоду, вона тягнеться до книги одночасно з Ґакуто в бібліотеці.

### Інші
Директор Куріхара (яп. 理事長, Рідзітьо:)
Сейю: Фудзівара Кейдзі
Директор академії Хатіміцу та батько Марі і Тійо. Багатий, але збочений. Є одним з тих, хто вважає жіночі сідниці привабливішими за груди. Хоча він і на боці головних героїв, завжди залишається пасивним спостерігачем, допоміг лише одного разу, давши один день відстрочки головним героям, до їх видворення зі школи. Марі постійно ловить батька на розгляданні фотографій з жіночими сідницями, що тільки підігріває у дівчини нелюбов до чоловіків. Директор не раз намагався викинути чи поховати у землі фотографії з сідницями, але щоразу виривав свій «скарб». Він, як і решта родини Куріхара, використовує дивну філософію, щоб судити про характер людини. Його філософія така: «Той, хто любить дупи, не може бути поганим».
Куріхара Тійо (яп. 栗原 千代, Куріхара Тійо)
Сейю: Хасімото Тінамі
Тійо є однокласницею Кійосі. Кійосі закоханий у неї, а вона в нього. Тійо — молодша сестра Марі, і вона глибоко її поважає. Її хобі — сумо. Погрозила, що якщо Кійосі виженуть зі школи, то вона теж піде. Пізніше таємно допомагає головним героям, щоби тих не вигнали зі школи. Як і решта родини Куріхара, використовує дивну філософію, щоб судити про характер. Її філософія така: «Той, хто любить боротьбу сумо, не може бути поганим». Наприкінці манґи Тійо змінює своє відношення до чоловіків та замінює Марі на посаді президента Підпільної студентської ради.
Йокояма Андзу (яп. 横山 杏子, Йокояма Андзу)
Сейю: Тайті Йо
Андзу — двоюрідна сестра Міцуко і таємний шпигун Підпільної студради. Отримала завдання зустрічатися з Сінґо, щоб одного разу його так сильно затримати, щоб для нього це розцінювалося як втеча зі шкільної в'язниці. Але незабаром Андзу по-справжньому переймається почуттями до Сінґо і зізнається у тому, що є шпигуном. Пізніше вирішує разом із Тійо допомогти головним героям, щоб тих не вигнали зі школи.
Сато (яп. 佐藤, Сато:)
Сейю: Хамасакі Нана
Учениця Академії Хатіміцу; любовний інтерес Дзьо. Вона мимоволі заважає Дзьо повернутися до в'язниці, запропонувавши йому кексик.
Танака Маюмі (яп. 田中 マユミ, Танака Маюмі)
Сейю: Нанасе Амі
Найкраща подруга Тійо, яку найчастіше бачать у її компанії, допомогла їй попередити хлопців про їхнє неминуче вигнання. Її хобі — бути інтернет-айдолом.

## Медіа

### Манґа
Prison School, написана та проілюстрована Хірамото Акірою, публікувалася в журналі сейнен-манґи Weekly Young Magazine видавництва Kodansha з 7 лютого 2011 року по 25 грудня 2017 року. Kodansha зібрала усі глави у двадцять вісім томів формату танкобон, котрі випускалися з 6 червня 2011 по 6 квітня 2018 року.
У Північній Америці ліцензію на випуск манґи англійською мовою отримала компанія Yen Press. З 21 липня 2015 року по 29 жовтня 2019 року вони опублікували серію в чотирнадцяти томах-омнібусах (сборниках), кожен з яких містив по два оригінальні томи.

### Аніме
У серпні 2014 року було оголошено про створення аніме-адаптації. Над нею працювали студії Genco, Egg Firm, Warner Bros. Japan, Kodansha, Showgate , Klockworx, Movic і J.C. Staff. Режисером став Мідзусіма Цутому, сценаристом Йокоте Мітіко, композитором Накаґава Котаро, а за дизайн персонажів та анімацію відповідав Таніґуті Дзюнітіро. Аніме транслювалося на каналах Tokyo MX, KBS, Sun TV, TV Aichi та BS11 з липня по вересень 2015 року. Вступну та завершальну теми виконала група Kangoku Danshi, яка складалася з акторів озвучування п'яти головних героїв.
Оригінальна відео-анімація вийшла обмеженим тиражем у комплекті з 20 томом манґи, який вийшов 4 березня 2016 року. OVA адаптувала арку манґи Mad Wax. Після придбання Sony стримінгового сервісу Crunchyroll трансляцію аніме було переміщено на Crunchyroll.

### Дорама
У серпні 2015 року було оголошено про майбутній вихід дорами за участю живих акторів. Режисером виступив Іґуті Нобору зі студії Robot. Вихід першої серії відбувся 26 жовтня 2015 на телеканалах MBS і TBS. Початкову тему Shōdō (яп. 衝動, Сьо:до:) виконує група HaKU.

## Критика
Станом на березень 2018 року тираж манґи перевищив 13 мільйонів копій. Також Prison School, разом з Gurazeni, виграла премію манги Коданся на 37-му врученні як найкращий твір у загальній категорії.
Джейкоб Хоуп Чапман, критик сайту Anime News Network, зазначив, що аніме-серіал його в буквальному сенсі затягнув, серіал від початку до кінця рясніє жорстокими сценами і фетишистським гумором, які неможливо серйозно сприймати, а також безліччю відвертих еротичних сцен. Проте велика кількість жорстоких і кривавих сцен сильно відбиває почуття лібідо у чоловічих глядачів, тому по-справжньому сексуальним це аніме назвати не можна. Однак незважаючи на це, твір можна по праву визнати тим, що володіє високими стандартами, а головним героям легко співчувати.
Трансляцію дубльованої версії аніме, написану Тайсоном Райнхартом, критикували за зміну оригінального значення репліки на посилання на полеміку про Геймергейт.